# Tiviers
Tiviers (okzitanisch Tivièr) ist ein zentralfranzösischer Ort und eine Gemeinde mit 164 Einwohnern (Stand 1. Januar 2022) im Département Cantal in der Region Auvergne-Rhône-Alpes (vor 2016 Auvergne). Die Gemeinde gehört zum Arrondissement Saint-Flour und zum Kanton Saint-Flour-1. Die Einwohner werden Tiviernois genannt.

## Lage
Tiviers liegt etwa 55 Kilometer ostnordöstlich von Aurillac. Umgeben wird Tiviers von den Nachbargemeinden Vieillespesse im Nordwesten und Norden, Lastic im Nordosten, Montchamp im Osten, Vabres im Südosten und Süden, Saint-Georges im Süden und Südwesten sowie Mentières im Westen.

## Bevölkerungsentwicklung
| Jahr                       | 1962 | 1966 | 1975 | 1982 | 1990 | 1999 | 2006 | 2011 | 2019 |
| Einwohner                  | 164  | 148  | 137  | 129  | 129  | 145  | 145  | 164  | 172  |
| Quellen: Cassini und INSEE |      |      |      |      |      |      |      |      |      |

## Sehenswürdigkeiten

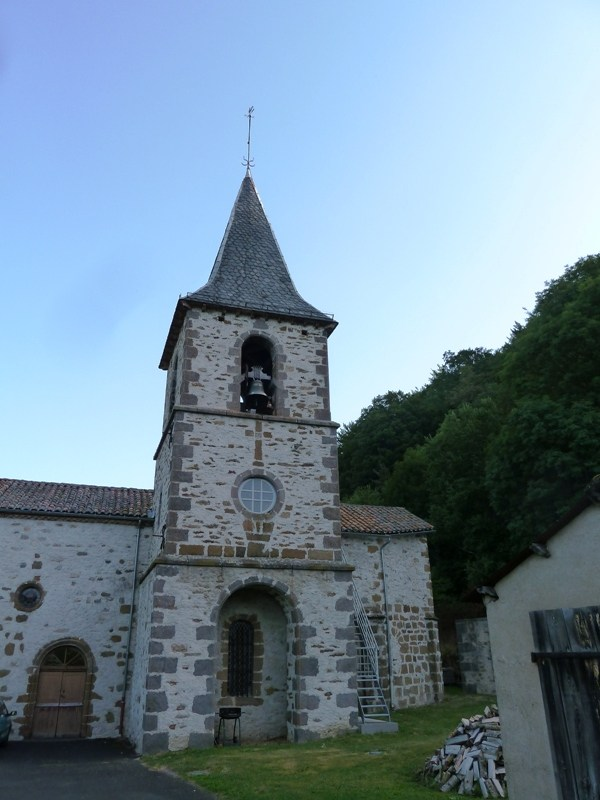
Kirche Saint-Laurent

- Kirche Saint-Laurent aus dem 11. Jahrhundert